# 阪急バス柱本営業所
阪急バス柱本営業所（はんきゅうバスはしらもとえいぎょうしょ）は、大阪府高槻市柱本にある阪急バスの営業所。
最寄りの停留所は「柱本営業所前」。営業所表記は○柱。

## 概要
1992年（平成4年）11月9日に営業を開始した比較的歴史の浅い営業所。吹田営業所や茨木営業所が担当していたエリアの一部を引き継ぐ形で担当しており、特に吹田営業所とは路線図も共通であった。
運行管理業務は2000年（平成12年）2月9日から阪急田園バスに委託していたが、2019年7月1日に同社との合併により直営化した。
主な運行エリアは摂津市や吹田市南部・茨木市東部・高槻市南部で、近鉄バスと重なる区間が多い（過去には共同運行も行っていた）。現在の運行範囲は広いとは言えないが、一時期吹田八尾線を管轄しており、この期間は比較的広範囲に路線網を有していた。
営業所は高槻市にあるが、高槻市中心部にあるJR高槻駅や阪急高槻市駅に乗り入れる路線はない（そもそもこれらの駅に阪急バスは乗り入れておらず高槻市営バスや京阪バスが乗り入れている。高槻市内には阪急バスの路線がほとんどないが、これは高槻市営バスの開設にあたり阪急バスが地元に走っていた「日乃出バス」を買収し、高槻市に譲渡する形で協力したためである）。

## 現行路線

### 吹田摂津線
摂津市内を走る主要なバス路線の一つ。主に鳥飼地区や高槻市最南部の柱本団地からJR駅への足を担う。府道16号大阪高槻線（産業道路）を経由し、沿線にはカネカなど大型工場も多いため、通勤バスとしての色も強い。
吹田営業所によって運行が開始された当初は柱本から北方の唐崎まで乗り入れており、当時の路線名も「唐崎線」となっていた。現在、路線名の通りに吹田・摂津間を全通するのは阪急相川駅経由の31系統のみだが、32系統など他の系統も当初はJR吹田を発着点として府道14号大阪高槻京都線を通過し、JR千里丘や摂津市内へと走っていた。
平日日中においてはJR千里丘系統が毎時2本、JR吹田系統が2時間に1本設定されている。
過去に近鉄バスと共同運行していた摂津市内循環系統もこの路線に属していた。
上鳥飼・上鳥飼北停留所は、大阪府立摂津支援学校・とりかい高等支援学校の最寄りのバス停である。登下校の時間帯には、通学する生徒が多数利用する。

#### JR吹田発着系統
主に吹田駅からダイキン工業淀川工場への通勤の足を担っている。
阪急相川駅 - 江口橋間は大阪市を通り大阪シティバスと並行する区間もあるが、阪北線のような大阪シティバスに合わせた運賃（初乗り210円）とはなっていない。
- 31系統：JR吹田 - 阪急相川駅 - 江口橋 - ダイキン工業前 - 南摂津駅 - 鐘化前 - 鳥飼八防 - 鳥飼五久 - 上鳥飼 - 摂津ふれあいの里
  - 大半は上鳥飼発着。昼間は概ね2時間に1本の頻度で運行される。
  - 摂津ふれあいの里発着は2021年3月29日改正で平日1.5往復（朝の摂津ふれあいの里行1本と夕方のJR吹田行2本）の運行に削減された[5]。
- 30系統：JR吹田 - 阪急相川駅 - 江口橋 - ダイキン工業前
  - 2017年（平成29年）4月29日ダイヤ改正で、日中にも運行されるようになった（上鳥飼方面と交互運行）。また、平日朝夕のラッシュ時には頻発し、吹田営業所の担当便もあったが、2021年3月29日改正で柱本営業所単独の運行に戻り、系統番号も30に変更された。ダイキン工業前の折返しは神崎川堤防上の停留所で行うため、上鳥飼方面発着の便（西門前のりば）とは異なる場所に発着する[6]。
  - 土休日は朝の1往復のみ。

#### JR千里丘発着系統
現在の吹田摂津線のメインとなる系統。末端部で高槻市に乗り入れる以外は摂津市内のみを走行。
2010年（平成22年）3月14日に阪急京都線に摂津市駅が開業したため、同駅へ乗り入れるためのダイヤ改正が行われた。それに伴い、昼間時のJR千里丘系統の毎時3本のうち1本は「阪急摂津市駅前」（駅ロータリー）経由となり、さらに3本共に産業道路沿いに新設された「阪急摂津市」に停車するようになった（JR千里丘方面のみ）。また、モノレール南摂津駅にも1時間2本停車していた。
2021年（令和3年）3月29日改正で、始発繰り下げ・終発の繰り上げとともに日中は1時間3本から2本に減便となり、1本が阪急摂津市駅（ロータリー）・南摂津駅・摂津ふれあいの里経由便（34系統）に、もう1本が柱本団地直行（33系統）という形になった。このためJR千里丘駅発は均等な30分間隔となっているが、柱本団地発については運行間隔に大きなばらつきがある（駅に近いエリアほどこの間隔は均一に近くなる）。
上記改正時には摂津市駅のバス停を市道上もロータリー内も「阪急摂津市駅」に統一したほか、同じ停留所名で複数箇所に点在していた一津屋上を府道16号上のみに整理し、中環上の停留所を「中央環状新在家」、南摂津駅ロータリーへ向かう途中にある停留所を「東一津屋」に改称するなど、停留所名の変更が行われている。合わせて32系統のJR千里丘発と35系統のJR千里丘行を廃止し、33系統・35系統のうちJR千里丘発の柱本団地経由柱本営業所前行きを柱本団地までの運行に短縮。
南摂津駅へ乗り入れない系統に乗車した場合も、味舌下停留所からモノレール摂津駅へ徒歩連絡可能。
JR千里丘駅では2番のりばが割り当てられている。
- 32系統：摂津ふれあいの里 → 上鳥飼 → 鳥飼五久 → 鳥飼八防 → 鐘化前 → 中央環状新在家 → 摂津市役所前 → 味舌下 → 阪急摂津市駅[注 7] → JR千里丘駅
  - 朝に平日4本・土休日2本運行。
- 33系統：JR千里丘駅 - 味舌下 - 摂津市役所前 - 中央環状新在家 - 鐘化前 - 鳥飼八防 - 鳥飼五久 - 上鳥飼 - 柱本団地
  - ほぼ終日に亘って運行される。
  - 朝夕の一部は上鳥飼発着。
- 34系統：JR千里丘駅 - 阪急摂津市駅 - 味舌下 - 摂津市役所前 - 中央環状新在家 - 南摂津駅 - 鐘化前 - 鳥飼八防 - 鳥飼五久 - 上鳥飼 - 摂津ふれあいの里 - 柱本団地
  - 日中のみ。一日あたり駅発は8本、駅行きは7本の運行。
- 35系統：JR千里丘駅 → 味舌下 → 摂津市役所前 → 中央環状新在家 → 南摂津駅 → 鐘化前 → 鳥飼八防 → 鳥飼五久 → 上鳥飼 → 柱本団地
  - 夜間に3本の運行。
- 36系統：JR千里丘駅 - 味舌下 - 摂津市役所前 - 中央環状新在家 - 南摂津駅 - 鐘化前 - 鳥飼八防 - 鳥飼五久 - 上鳥飼 - 摂津ふれあいの里 - 柱本団地
  - 2021年3月29日の改正で新設。主に夕方以降の運行。
  - 一部は摂津ふれあいの里発着。

### 柱本線
阪急茨木市駅東口から高槻市の西面・三島江・柱本といった三箇牧地区へと向かう路線。以前は近鉄バスとの共同運行であった。
1989年（平成元年）の改正後、長らく運行形態に変化はなかったが、2004年（平成16年）9月18日の改正で大幅にダイヤを変更。この改正では、上鳥飼発着の区間便などを廃止、柱本団地への乗り入れ、さらに茨木 - 西面大橋間では近鉄と合わせて大増発した反面、それまで数多く運行されていた鳥飼循環系統は平日2本のみ（近鉄は1 - 3本）への大減便がなされた（後に、阪急バス便も鳥飼方面は平日1本に削減、のちに土休日1本に変更）。
近鉄バスとは定期券・回数券など共通乗車制度で歩調を合わせていたが、2007年（平成19年）1月には近鉄便が土曜日の1往復のみ（43番：阪急茨木東口 - 鳥飼八防 - 鐘化前）となり、共通乗車制度は同年10月に廃止された。2017年（平成29年）4月に近鉄便が廃止された。
2021年（令和3年）3月29日改正により、土休日1本の循環系統を廃止、西面大橋折返し系統がかつて使用していた西面大橋（府道上）経由の144系統も廃止された。また、阪急茨木東口停留所は「阪急茨木市駅（東口）」に改称した。
三島江停留所は高槻市営バスにも存在するが大きく距離が離れており、阪急バス三島江停留所の付近に位置する市営バスの停留所は「西面口」である。また柱本停留所も市営バスは全く異なる位置にある。阪急バスと市営バスで重複する停留所は三島江南口・柱本団地のみと少ないため当該区間でも市営バスに合わせた運賃とはなっておらず、当路線は全線で大人230円・小児120円の均一運賃となっている。
- 141系統：阪急茨木市駅（東口） - 二階堂 - 西面大橋 - 三島江 - 柱本団地
  - 1時間あたり日中は1往復、朝夕は2往復程度の運行。

### 摂津市公共施設巡回バス
2021年（令和3年）4月に吹田営業所より移管。
- 摂津市役所玄関前 - 南摂津防犯ステーション前 - 第41集会所 - 鳥飼図書センター - ふれあいの里

## 車両
2020年（令和2年）6月現在、在籍16台と比較的少世帯であるが、規模の割には車種のバラエティに富んでおり、大型4メーカー（三菱ふそう・日野・いすゞ・日産ディーゼル）が揃う。
開設時は三菱ふそう製が主体だったが、1998年に日野製の大型車が導入され、同時に日産ディーゼル（現在のUDトラックス）製も登場した。